# Ciało obce (powieść)
Ciało obce – książka autorstwa polskiego pisarza i publicysty Rafała Ziemkiewicza, będąca jego pierwszą powieścią współczesną (nie fantastyczną). Wydana po raz pierwszy w 2005 przez wydawnictwo Świat Książki. 

## Analiza
Przez samego autora uważana za jedną z najważniejszych.
Powieść jest pisana w postaci monologu głównego bohatera, dobrze sytuowanego i rozwiedzionego czterdziestolatka, podróżującego pociągiem w kierunku Suwałk.
Zdaniem autora jej podstawowym motywem jest historia rozpadu małżeństwa i fakt, że miłość nie chroni przed wzajemnym krzywdzeniem się ludzi.
Wymieniana jest wśród kilku powieści polskich wydanych na przełomie XX i XXI w. eksponujących biologiczny wymiar erotyki, czy kilku najgłośniejszych powieści z początku XXI w. bazujących na upublicznianiu intymności.
Powieść została zaadaptowana przez Grzegorza Sobotę na potrzeby Teatru Żelaznego.

## Odbiór
Książka doczekała się szeregu recenzji:
- Arte 2005 nr 5 s. 25
- Brysacz Piotr: Jazda do piekła jest przyjemna. Kartki [Białystok] 2006 nr 35/36 s. 114
- J. Cymerman: Gawęda dr Jekylle’a. „Akcent” 2006 nr 2.
- Dunin-Wąsowicz Paweł: Teściowa i haki. Lampa 2005 nr 9 s. 66
- A. Górski: Seks cierpiącego Wallenroda. „Życie Warsz.” 2005 nr 189.
- A. Kaczorowski: Pisactwo. „Polityka” 2005 nr 36.
- M. Łazarowicz: Ciało obce, czyli… kto? „Christianitas” 2006 nr 25.
- K. Masłoń: Totalny kryzys człowieka z lodu. „Rzeczpospolita” 2005 nr 191
- T. Mizerkiewicz: Czytadło dla radykałów. „Nowe Książ.” 2005 nr 11, przedr. w tegoż: Literatura obecna. Kr. 2013
- A. Nęcka: Męskie kompromitacje. „Fa-Art.” 2005 nr 2/3.
- Nowacki Dariusz: Księgowy sado-maso. Newsweek. Polska 2005 nr 33 s. 92
- W. Orliński: Dojrzewanie kamikadze. „Gaz. Wybor.” 2005 nr 213.
- J. SOBOLEWSKA: Madame Usteczka i markizek de Zadek. „Przekrój” 2005 nr 37
- M. Urbanowski: Obce ciało III RP. W tegoż: Dezerterzy i żołnierze. Kr. 2007.
- Warkocki Błażej: "Męskość" i "homoseksualność" jako strange bedfellows. Ha!art 2006 nr 25 s. 50-52
- M. Wolski. „Gaz. Pol.” 2005 nr 35.
- Esensja[5]